# Nina e os Guardiões
Nina e os Guardiões é uma série de animação infantil brasileira criada por Carlos Vizeu, produzida pelo estúdio Noches Produções e distribuída pela Elo Studios. Com foco na educação ambiental, a série aborda questões relacionadas à fauna e à flora brasileira, sendo direcionada ao público infantil. A animação apresenta a atriz Larissa Manoela como a voz origiinal da protagonista Nina.

## Sinopse
A história acompanha Nina, uma menina de seis anos que vive com seus pais, Chico e Anna, em uma reserva florestal. Certo dia, Nina recebe um colar mágico que lhe permite conversar com animais e interagir com os Guardiões da Natureza, espíritos protetores que habitam a floresta. A partir desse momento, Nina se torna uma defensora do meio ambiente, ajudando a preservar a fauna, a flora e as pessoas ao seu redor.

## Produção
A animação foi produzida pela Noches Produções, sediada em Salvador, Bahia. Com um total de 26 episódios de 12 minutos, "Nina e os Guardiões" combina entretenimento e aprendizado, incentivando a conscientização ambiental entre as crianças.
A trilha sonora e as músicas originais foram criadas com o objetivo de reforçar a mensagem educativa do programa.
Larissa Manoela, dubladora da protagonista Nina, destacou o prazer de interpretar a personagem, afirmando que a série transmite uma mensagem importante e verdadeira sobre a preservação ambiental.

## Exibição
"Nina e os Guardiões" foi exibida inicialmente no canal Nat Geo Kids em 2019, ganhando posteriormente nova distribuição pelo canal Box Kids TV, onde estreou em 19 de janeiro de 2023. A exibição ocorre de segunda a sexta-feira, às 19h30, com reprises aos finais de semana.
A série também está disponível em plataformas de streaming, como o Box Brazil Play.

### Canais de Exibição
- Nat Geo Kids: 2019[8]
- Prime Vídeo: 2021
- Box Kids TV: 2023[9]
- Prime Video: 2023
- Looke: 2023
- ClaroTV: 2023

## Curiosidades
- A série apresenta animais emblemáticos da fauna brasileira, como o mico-leão-dourado, a arara-azul e a onça-pintada, cada um representando os Guardiões da Natureza.
- Larissa Manoela já possuía experiência em dublagem antes de interpretar Nina, tendo dublado a personagem Gerda na franquia "O Reino Encantado".
- A produção foi uma das principais animações brasileiras licenciadas pela Angelotti Licensing.

## Recepção
A série foi bem recebida por seu foco educativo, sendo elogiada por incentivar a preservação ambiental de forma lúdica e acessível ao público infantil.